# Georg Bayrhoff
Georg Bayrhoff (* 28. Februar 1614 in Füssen; † 9. November 1681 ebenda; auch Jerg oder Jörg Bayrhoff) war ein Füssener Bildhauer des Barock.

## Leben
Georg Bayrhoff war das sechste von acht Kindern des Bierwirts Johannes Bayrhoff. Vermutlich erbte er 1636 das Braurecht von seinem Vater und war vor seiner Tätigkeit als Bildhauer als Bierbrauer tätig. Seine eher einfach ausgeführten Frühwerke deuten darauf hin, dass er sich die Holzschnitzerei selbst beibrachte, möglicherweise absolvierte er aber auch eine Lehre beim Pfrontener Bildhauer Martin Schneider. Bayrhoff arbeitete eng mit der Werkstatt von Peter Babel in Pfronten zusammen. 1644 heiratete er Anna Heimin. Er hatte sieben Kinder, darunter der Bildhauer Hans Adam Bayrhoff, und ist verwandt mit dem Geigenbauer Johann Georg Bayrhof.

## Werke

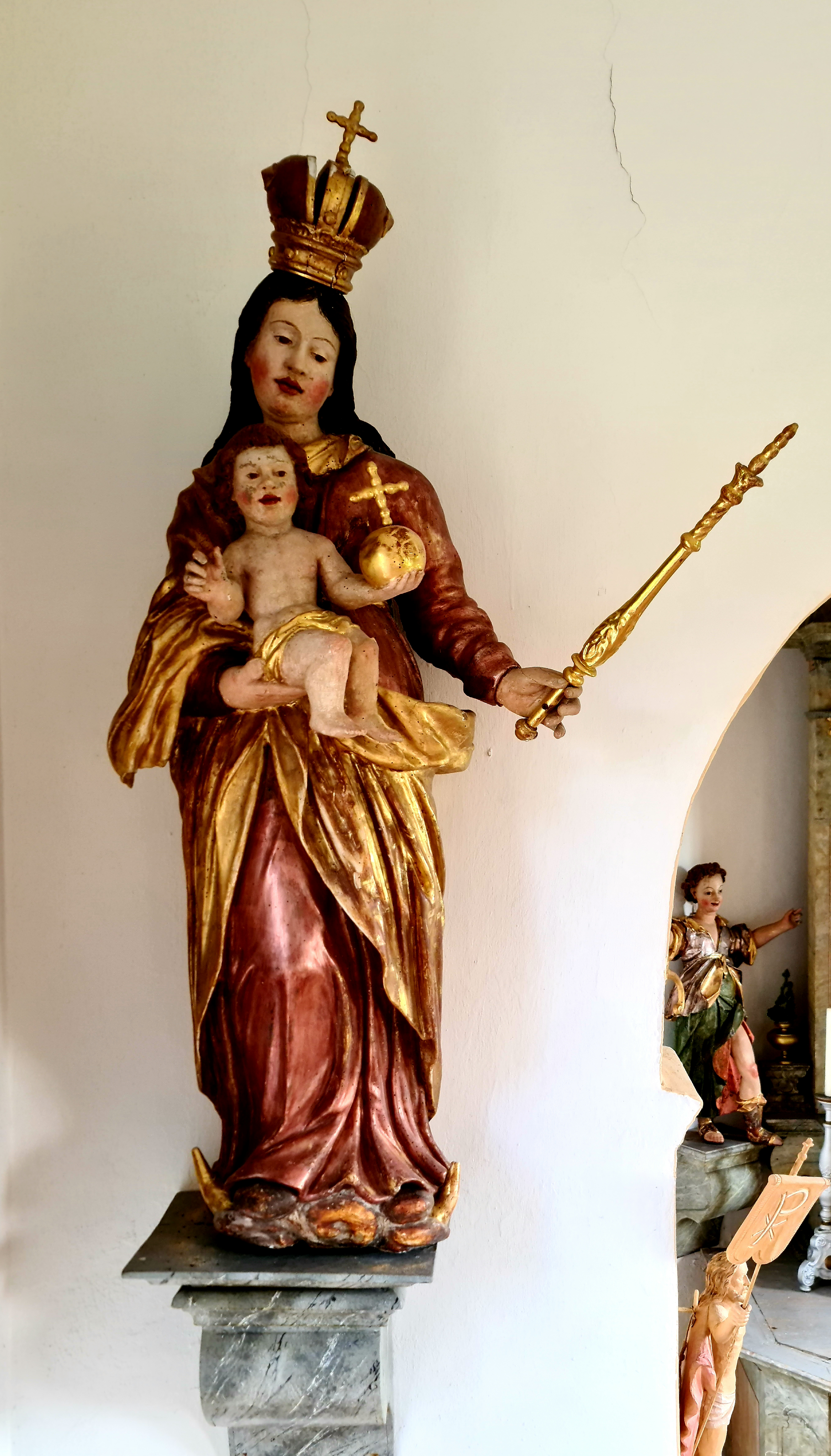
Madonna in Seeweiler

Zu den von Georg Bayrhoff geschaffenen oder ihm zugeschriebenen Werken gehören (chronologisch, wo Datum bekannt, sonst alphabetisch nach Ort):
- Heilige Sebastian und Rochus in der Pestfriedhofskapelle St. Rochus in Seeg (Zuschreibung, um 1647)[2]
- Muttergottes in Privatbesitz in Elchingen-Thalfingen, angeblich zuvor in der Wallfahrtskirche Maria Trost in Nesselwang (signiert Jörg Bayrhoff, datiert 1650)[2]
- Hochaltarplastik und hl. Sebastian in der Kapelle St. Agatha, Andreas, Rochus und Sebastian in Enisried (Zuschreibung, um 1652)[2]
- Zwei Leuchterengel für das Kloster St. Mang im Besitz des Museums der Stadt Füssen (archivalisch belegt 1654)[2]
- Anna selbdritt im Altarauszug der Filialkirche St. Anna in Kirchthal, Gemeinde Seeg (Zuschreibung, 1655)[2]
- Engelköpfchen am Hochaltar in der Filialkirche St. Nikolaus in Oberkirch, Gemeinde Füssen (Zuschreibung, 1655)[2]
- Muttergottes-Hausfigur am Kapellenweg 14 in Oberkirch, Gemeinde Füssen (Zuschreibung, um 1655)[5]
- Heilige Sebastian und Rochus im Besitz des Museums der Stadt Füssen (signiert G. B., datiert 1656)[2]
- Schmerzensmutter in der Kapelle St. Magnus in Lachen, Gemeinde Nesselwang (signiert G. B., datiert 1657)[2]
- Heilige Rochus, Magnus, Jakobus und Sebastian im Altar der Dreifaltigkeitskapelle in Buching, Gemeinde Halblech (Zuschreibung, um 1657)[6]
- Muttergottes in der Kapelle in Thal, Gemeinde Nesselwang, Torso 1980 ergänzt vom Nesselwanger Bildhauer Armin Luda (signiert Georg Bayerhoff, datiert 1658)[2]
- Hochaltar in der Kapelle St. Wendelin in Faistenoy, Gemeinde Oy-Mittelberg (signiert Peter Babel, Jörg Bayrhoff, Gabriel Necker; 1659)[2]
- Pietà in der Filialkirche St. Sebastian in Burk, Gemeinde Marktoberdorf (Georg Bayrhoff oder Hans Ludwig Ertinger zugeschrieben, um 1660)[7]
- Engelsfiguren, Engelsköpfchen und Figuren der Heiligen Barbara und Katharina in der Kapelle St. Katharina in Unterreuten, Gemeinde Seeg (Zuschreibung, um 1660)[2]

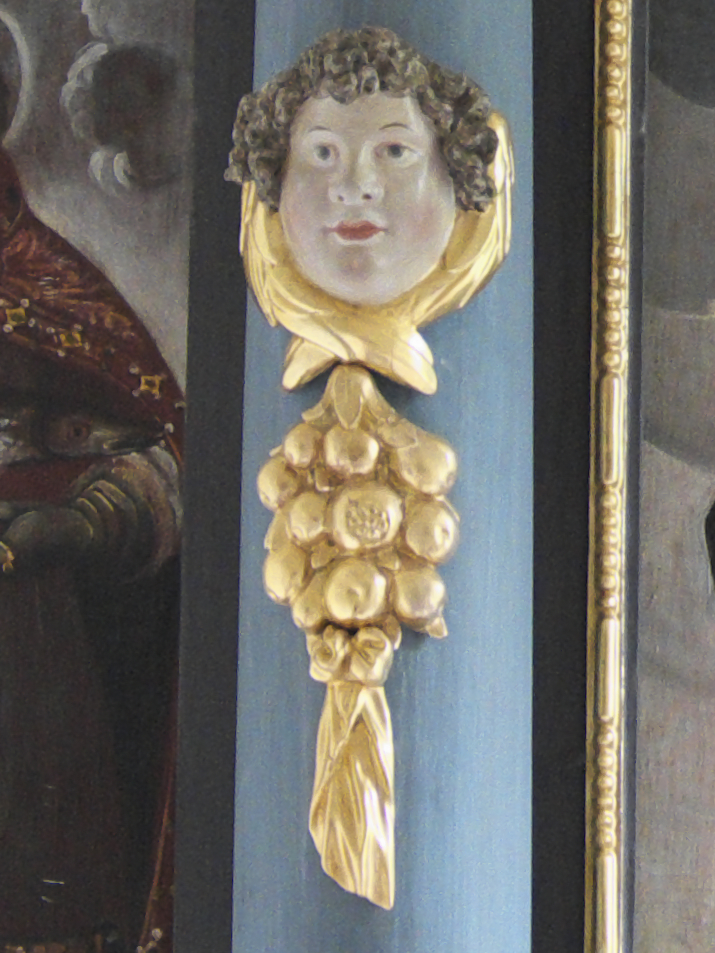
Engelköpfchen in Oberkirch

- Leuchterengel und Gottvater am Choraltar sowie Kruzifix am Chorbogen in der Kapelle Mariä Opferung in Hack, Gemeinde Seeg (Zuschreibung, um 1660)[2]
- Heilige Sebastian und Rochus in der Filialkirche zu den Hl. Drei Königen in Bachtel, Gemeinde Oy-Mittelberg (Zuschreibung, wohl 1664)[2]
- Hl. Sebastian in der Kapelle St. Sebastian in Birnbaum, Gemeinde Halblech (signiert G. B., datiert 1665)[5]
- Marienfigur auf einer Brunnensäule in Maria-Rain, Gemeinde Oy-Mittelberg, nicht erhalten (archivalisch belegt 1669)[2]
- Muttergottes in der Kapelle St. Antonius Eremit in Buchach, Gemeinde Seeg (Zuschreibung, um 1670)[2]
- Drei der Zunftzeichen (Schneider, Schuhmacher und Gerber, Zimmerleute und Schäffler) in der Pfarrkirche St. Andreas in Nesselwang (teils signiert G. B., 1670)[2]
- Hl. Josef mit Kind am rechten Chorbogenpfeiler der Stadtpfarrkirche Mariä Himmelfahrt in Vils, Tirol (Zuschreibung, wohl nach 1670)[2]
- Torso einer Palmesel-Christusfigur in Privatbesitz in Pfronten (archivalisch belegt 1672)[2]
- Kruzifix an der Orgelrückseite in der Franziskanerkirche in Füssen (Zuschreibung, wohl zwischen 1674 und 1681)[2]
- Büsten der Heiligen Wolfgang und Ulrich in der Kapelle zu Ehren der Flucht nach Ägypten in Bergers, Gemeinde Wald (Martin Schneider, Georg Bayrhoff oder Hans Adam Bayrhoff zugeschrieben)[2]
- Statuetten der vier Evangelisten in den Nischen eines Lesepults in der Pfarrkirche St. Otmar in Ottacker, Gemeinde Sulzberg (Zuschreibung)[2]
- Madonna mit Kind in der Kapelle St. Johannes Evangelist in Röfleuten, Gemeinde Pfronten (Zuschreibung)[2]
- Pietà im Pfarrhaus in Rückholz (signiert G. B., Datierung unleserlich, Zuschreibung zweifelhaft)[2]
- Madonna mit Kind in der Kapelle St. Johannes und Paul in Seeweiler, Gemeinde Seeg (Zuschreibung)[5]